# Roland TB-303

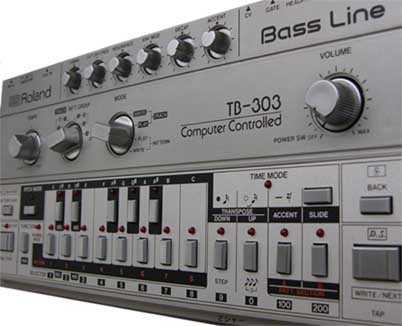
Syntezator Roland TB-303

Roland TB-303 – monofoniczny syntezator analogowy stworzony przez firmę Roland w roku 1981.

## Popularność
Początkowo miał syntetyzować przede wszystkim odpowiednią linię basu (gitara basowa), jako dodatek do wcześniejszego produktu firmy – automatu perkusyjnego TR-606. Urządzenie to jednak (TB-303), za sprawą przypadku, stało się obiektem kultu dla wszystkich zwolenników muzyki elektronicznej oraz klubowej i jest określane czasami gitarą elektryczną XXI wieku.
Pod koniec lat 80. XX w., dzięki niepowtarzalnemu brzmieniu TB-303, powstał tzw. acid house i on zapoczątkował rewolucję w muzyce nie tylko elektronicznej. 

## Zastosowanie
Dźwięki wydobywające się z automatu, dzięki układanym sekwencjom i odpowiednim funkcjom przejścia, mogą mieć zabarwienie zimne, ciepłe, radosne, miękkie, pulsujące, gryzące, gładkie. Dużą furorę wśród producentów zrobiły tzw. alien-soundy – dźwięki, których nie da się stworzyć w żaden inny sposób.
Mieszanina tych dźwięków stwarza niepowtarzalny klimat niejednego utworu, od prostych breakbeatów, poprzez acid techno, aż po skomplikowane psychodeliczne dźwięki Goa trance, psychedelic trance, neurofunku oraz dubstepu. 
Rozwój techniki spowodował powstanie niejednej mutacji tego urządzenia, obecnie w postaci programów komputerowych, poczynając od ReBirth RB-338, a kończąc na Phoscyonie. Trzeba jednak nadmienić, iż żaden z tych klonów (programowych ani sprzętowych) nie jest w stanie oddać wszystkich niuansów dźwiękowych oryginału.

## Dane Techniczne
- jeden oscylator VCO mogący generować falę prostokątną lub piłokształtną,
- filtr dolnoprzepustowy VCF o tłumieniu 24dB/oktawę[1],
- prosty generator obwiedni filtru z jednym parametrem: decay,
- sekwencer krokowy: każda nuta oprócz wysokości może posiadać atrybut slide (płynne przejście do kolejnej nuty) lub accent (głośniejszy dźwięk i wyżej sięgająca obwiednia filtru).